# 努阿特尔
努阿特尔（法語：Nouâtre，法語發音：[nwatʁ]）是法国安德尔-卢瓦尔省的一个市镇，属于希农区。

## 地理
努阿特尔（47°3'6"N, 0°33'6"E）面积9.65 平方千米，位于法国中央-卢瓦尔河谷大区安德尔-卢瓦尔省，该省份为法国中西部省份，北起萨尔特省、东北接卢瓦-谢尔省，东南接安德尔省，南至维埃纳省，西临曼恩-卢瓦尔省。
与努阿特尔接壤的市镇（或旧市镇、城区）包括：拉塞勒圣阿旺、马耶、维埃纳河畔马西伊、维埃纳河畔波尔、普宰、皮勒港。

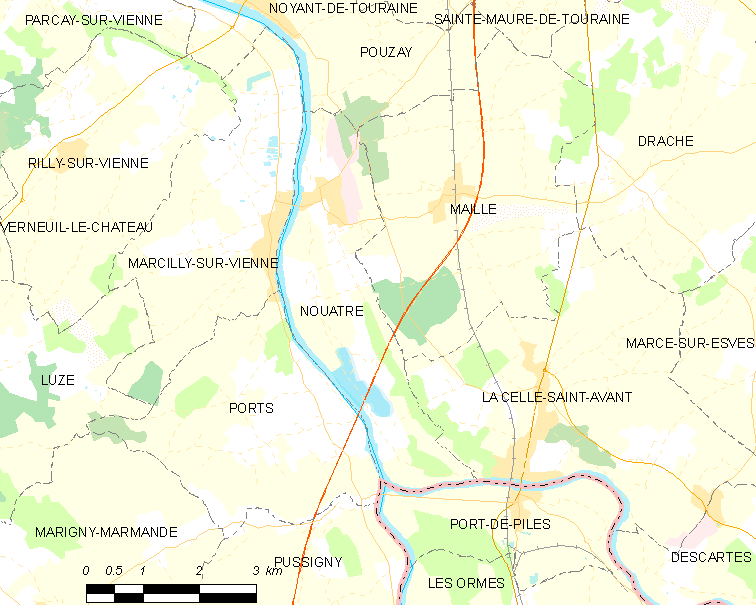
努阿特尔的OSM定位图

努阿特尔的时区为UTC+01:00、UTC+02:00（夏令时）。

## 行政
努阿特尔的邮政编码为37800，INSEE市镇编码为37174。

## 政治
努阿特尔所属的省级选区为图赖讷地区圣莫尔县。

## 人口

1962-2008年间努阿特尔人口变化图示

努阿特尔于2022年1月1日时的人口数量为798人。